# Makrana
Makrana (Hindi मकराना Makarānā) ist eine Stadt im indischen Bundesstaat Rajasthan.
Die Stadt ist Teil des Distrikts Nagaur. Makrana hat den Status einer Municipality. Die Stadt ist in 41 Wards gegliedert. Sie hatte am Stichtag der Volkszählung 2011 93.094 Einwohner. In der Metropolregion leben 118.030 Einwohner.
Die Stadt Makrana ist bekannt für den Abbau von Marmor. Weißer Marmor, der aus der Umgebung von Makrana stammte, wurde auch beim Bau des Taj Mahal verwendet.